# WAT (album)
WAT è un album in studio del gruppo musicale sloveno Laibach, pubblicato nel 2003.

## Tracce
1. B Mashina
2. Tanz mit Laibach
3. Du bist unser
4. Achtung!
5. Ende
6. Now You Will Pay
7. Hell: Symmetry
8. Das Spiel ist aus
9. Satanic Versus
10. The Great Divide
11. WAT
12. Anti-Semitism